# Slagsmålsklubben
Slagsmålsklubben (często skracane do SMK) – bitpopowa grupa muzyczna ze Szwecji. Nazwa formacji to niemal dosłowne szwedzkie tłumaczenie tytułu powieści i filmu Fight Club.

## Dyskografia

### Albumy studyjne
- Den svenske disco (10 czerwca 2003)
- Sagan om konungens årsinkomst (15 października 2004)
- Boss for Leader (11 kwietnia 2007)
- The Garage (2012)

### Single
- Hit me hard (2004)
- Den officiella OS-låten (2004)
- His Morning Promenade (2005)
- Malmö Beach Night Party (2007)
- Brutal Weapons – 10" single (2009)

## Występy w Polsce
- Wrocław, Era Nowe Horyzonty, 28 lipca 2009
- Wrocław, Europejski Kongres Kultury, 9 września 2011